# 山城駅 (平安北道)
山城駅（サンソンえき、朝鮮語: 산성역）は、朝鮮民主主義人民共和国平安北道泰川郡にある駅で、青年八院線に属する。 

## 隣の駅
青年八院線
泰川駅 - 山城駅 - 龍豊駅